# Karel Roubíček

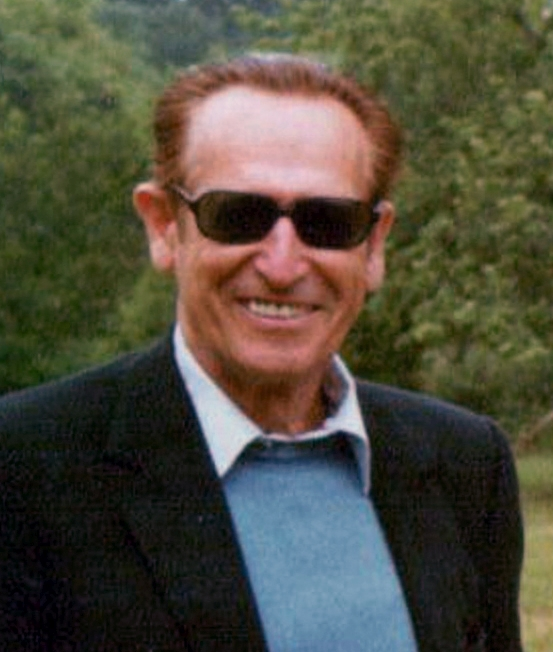
V 80. letech 20. století

Karel Roubíček (1915/16 Kutná Hora – 23. prosinec 2004) byl český pivovarník, který se stal významnou osobností pivovarnického průmyslu v Latinské Americe.

## Životopis
Narodil se v rodině Rudolfa Roubíčka, posledního starosty židovské obce v Kutné Hoře.
V mladí studoval na pražské technice chemii, po nástupu holocaustu se však vrátil do Kutné Hory a v roce 1941 odcestoval společně se svou sestrou Ellou Markusovou a její dcerou Evou do Ekvádoru.
Ještě během 2. světové války se usadil ve Venezuele, kde v roce 1943 získal místo sládka v pivovaru Polar. Chemické vzdělání mu umožnilo věnovat se vylepšování chuťových vlastností piva a velké úspěchy slavil zejména s nápadem nahradit chmelový slad za výtažky z kukuřice, díky čemuž bylo pivo méně hořké a více odpovídalo chuti Venezuelců. Tento „tropický návod“ umožnil přizpůsobit výrobu piva místním klimatickým podmínkám. Díky tomuto nápadu a dalším zlepšením ve výrobě piva se v rámci nápojového koncernu Empresas Polar, který se rozrostl ve společnost konkurující v rámci Latinské Ameriky i společnosti Coca-Cola, vypracoval až na pozici člena představenstva celého koncernu. Tuto funkci zastával ještě v 90. letech.
Věnoval se také činnosti pro krajanské sdružení ve Venezuele, v roce 1990 stál při založení Česko–venezuelské společnosti. Byl vášnivým hráčem bridže.